# Etrek (Turkmenistán)
Etrek (en turcomano: Etrek; en ruso: Этрек), conocida hasta 1929 con el nombre de Bayat-Jadzhi (en ruso: Баят-Хаджи) y luego como Giziletrek (en ruso: Газилетрек) o Kizil-Atrek (en ruso: Кизыл-Атрек), es una ciudad de Turkmenistán, capital del distrito de Etrek en la provincia de Balkan. 

## Toponimia
Este municipio se conocía como Bayat-Jadzhi hasta 1928. Atanyyazow asiente con la cabeza a los ancianos locales que dicen que el nombre honra a uno de los primeros residentes que completó la peregrinación a La Meca, pero señala que una tribu local también se llama Bayat.
Atanyyazow postula que el nombre Etrek proviene de la palabra túrquica atrau, que se refiere a la orilla de un cuerpo de agua. El nombre se encontró por primera vez en el siglo XIII, en las obras de Hamdallah Mustawfi Qazvini. Atanyyazow aclara además que el prefijo gyzyl- se agregó durante el período soviético como referencia al color revolucionario "rojo".

## Geografía
Etrek se encuentra en el río Atrak (en turcomano: Etrek derýasy) en la frontera con Irán.

### Clima
Etrek tiene un clima desértico (BWk según la clasificación climática de Köppen), con inviernos frescos y veranos calurosos. Las lluvias son generalmente ligeras y erráticas, y son más intensas en invierno que en verano.
| Parámetros climáticos promedio de Etrek | Parámetros climáticos promedio de Etrek | Parámetros climáticos promedio de Etrek | Parámetros climáticos promedio de Etrek | Parámetros climáticos promedio de Etrek | Parámetros climáticos promedio de Etrek | Parámetros climáticos promedio de Etrek | Parámetros climáticos promedio de Etrek | Parámetros climáticos promedio de Etrek | Parámetros climáticos promedio de Etrek | Parámetros climáticos promedio de Etrek | Parámetros climáticos promedio de Etrek | Parámetros climáticos promedio de Etrek | Parámetros climáticos promedio de Etrek |
| Mes                                     | Ene.                                    | Feb.                                    | Mar.                                    | Abr.                                    | May.                                    | Jun.                                    | Jul.                                    | Ago.                                    | Sep.                                    | Oct.                                    | Nov.                                    | Dic.                                    | Anual                                   |
| --------------------------------------- | --------------------------------------- | --------------------------------------- | --------------------------------------- | --------------------------------------- | --------------------------------------- | --------------------------------------- | --------------------------------------- | --------------------------------------- | --------------------------------------- | --------------------------------------- | --------------------------------------- | --------------------------------------- | --------------------------------------- |
| Temp. máx. media (°C)                   | 11.2                                    | 12.9                                    | 16.8                                    | 23.4                                    | 29.6                                    | 33.9                                    | 35.6                                    | 35.2                                    | 32.0                                    | 25.6                                    | 19.4                                    | 14.0                                    | 24.1                                    |
| Temp. media (°C)                        | 5.4                                     | 6.5                                     | 10.2                                    | 16.2                                    | 21.9                                    | 26.2                                    | 28.5                                    | 28.3                                    | 24.8                                    | 18.0                                    | 12.3                                    | 7.7                                     | 17.2                                    |
| Temp. mín. media (°C)                   | 1.0                                     | 1.6                                     | 5.3                                     | 10.7                                    | 15.5                                    | 20.2                                    | 23.0                                    | 22.8                                    | 18.8                                    | 11.9                                    | 6.8                                     | 3.3                                     | 11.7                                    |
| Precipitación total (mm)                | 23                                      | 21                                      | 33                                      | 21                                      | 18                                      | 3                                       | 4                                       | 5                                       | 8                                       | 14                                      | 21                                      | 23                                      | 194                                     |
| Días de precipitaciones (≥ 0.1 mm)      | 7                                       | 6                                       | 7                                       | 5                                       | 4                                       | 1                                       | 1                                       | 1                                       | 2                                       | 4                                       | 5                                       | 6                                       | 49                                      |
| Humedad relativa (%)                    | 76                                      | 73                                      | 71                                      | 66                                      | 60                                      | 56                                      | 60                                      | 61                                      | 60                                      | 60                                      | 70                                      | 77                                      | 65.8                                    |
| Fuente: NOAA (1961-1990)                |                                         |                                         |                                         |                                         |                                         |                                         |                                         |                                         |                                         |                                         |                                         |                                         |                                         |

## Historia
El nombre de la ciudad y del distrito se cambió a Etrek en diciembre de 1999 por la Resolución Parlamentaria HM-63.
Etrek tiene el estatus de ciudad desde 2016. Etrek es el sitio de un cuartel del Servicio Estatal de Fronteras de Turkmenistán y es la ubicación de una oficina satélite del Servicio Estatal de Migración. La ciudad y su distrito están incluidos en la lista de áreas fronterizas de Turkmenistán sujetas al control del servicio fronterizo.

## Demografía
| 1807                                   | 2640 | 3781 | 5372 | 6855 |
| (Fuente: Censo soviético de 1959-1989) |      |      |      |      |

## Economía
En la época soviética, la estación experimental Kizil-Atrek para cultivos subtropicales (cítricos, algodón) funcionó en Etrek.

## Infraestructura

### Transporte
El ferrocarril Kazajistán-Turkmenistán-Irán del corredor de transporte Norte-Sur (Janaozen-Gorgán) pasa por Etrek. No hay servicio aéreo a Etrek, aunque hay un aeropuerto, el aeropuerto de Kizil Atrek, justo al sur.